# Världsmästerskapet i schack 1978
Världsmästerskapet i schack 1978 var en titelmatch mellan den regerande världsmästaren Anatolij Karpov och utmanaren Viktor Kortjnoj. Den spelades i Baguio City mellan den 18 juli och 18 oktober 1978. Matchen spelades som först till sex vunna partier och slutade med att Karpov behöll världsmästartiteln.

## Kontroverser under matchen
Det var en mycket stormig tillställning, inte bara för att Filippinerna under matchen drabbades av en jordbävning och en tyfon.
Det började redan innan invigningen med att Kortjnoj, som hade hoppat av från Sovjetunionen 1976, ville spela under schweizisk flagg. Det ville inte ryssarna tillåta eftersom Kortjnoj fortfarande reste på sovjetiskt pass. Lösningen blev att inga flaggor fanns på bordet under spelet.
De bisarra inslagen fortsatte med att den ryske överledaren Viktor Baturinskij krävde att den specialtillverkade stol som Kortjnoj hade med sig skulle röntgas för att kontrollera att den inte innehöll några konstigheter. Så skedde också på ett närliggande sjukhus, utan att något hittades.
När matchen sen började protesterade Kortjnojs ledsagarinna Petra Leeuwerik mot att Karpov serverades en blåbärsyoghurt under partiet. Hon hävdade att det kunde användas för att skicka meddelanden till Karpov. Juryn sammanträdde och bestämde att Karpov fick serveras en yoghurt klockan 19.15 under partierna, men att överdomaren skulle informeras i förväg om färgen på yoghurten ändrades.
Sedan klagade Kortjnojs delegation på en parapsykologen Vladimir Zuchar som var del av den sovjetiska delegationen. Han sas störa Kortjnoj och de krävde att han skulle flytta längre bak bland åskådarna. Det följde flera veckor av protester, motprotester och hot från Kortjnoj att avbryta matchen, medan spelet fortsatte. Kortjnoj började använda reflekterande glasögon för att skydda sig mot Zuchars inflytande, vilket i sin tur irriterade Karpov. Petra Leeuwerik engagerade också två medlemmar i en buddhistisk sekt (Ananda Marga) som skulle meditera som något slags motvikt till Zukhar. Det hela blev inte enklare av att buddhisterna var anklagade för mordförsök på en indisk diplomat. Så småningom nåddes överenskommelser om att Zuchar fick flytta längst bak, Kortjnoj fick bära vanliga glasögon och meditatörerna fick inte närvara.

## Kvalificering till titelmatchen
Kvalificeringen till titelmatchen skedde i flera steg, från zonturneringar till två interzonturneringar till kandidatmatcher.

### Interzonturneringarna
Det spelades två interzonturneringar med 20 deltagare i varje under 1976. De tre bästa från varje turnering gick vidare till kandidatmatcherna.
Från den första turneringen, som spelades i Manila, kvalificerade sig Henrique Mecking, Lev Polugajevskij och Vlastimil Hort.
Från den andra turneringen, som spelades i Biel, kvalificerade sig Bent Larsen, Tigran Petrosian och Lajos Portisch (de två sista efter särspel mot Michail Tal). Ulf Andersson slutade på åttonde plats.
Utöver dessa sex var Bobby Fischer (som förlorare i titelmatchen 1975) och Viktor Kortjnoj (som förlorare i kandidatfinalen 1974) direktkvalificerade till kandidatmatcherna. När Fischer avböjde att delta gick hans plats till Boris Spasskij som varit semifinalist i kandidatmatcherna 1974.

### Kandidatmatcherna
Kandidatmatcherna spelades under 1977.
Kvartsfinalerna spelades som bäst av 12 partier, semifinalerna som bäst av 16 partier och finalen som bäst av 20 partier.
Kortjnoj, som hade hoppat av från Sovjetunionen och ännu inte hade något nytt medborgarskap, spelade under FIDE-flaggan. Han besegrade tre av sina gamla landsmän (varav två exvärldsmästare) och kvalificerade sig för titelmatchen mot Karpov.
Finalmatchen mellan Kortjnoj och Spasskij hade, liksom senare titelmatchen mot Karpov, flera kontroverser. I det tionde partiet började Spasskij tänka på sina drag från det vilobås som spelarna hade i anslutning till scenen. Därifrån kunde han studera partiet på de demonstrationsbräden som fanns för publiken. Sedan gick han bara fram till brädet och utförde sitt drag. Det följde protester och motprotester, där Spasskij uteblev från ett parti och Kortjnoj hotade avbryta matchen, innan man nådde en överenskommelse och stämningen lugnade sig.
|  | Kvartsfinaler     | Kvartsfinaler     |    |                 | Semifinaler | Semifinaler |  |                 | Final | Final |  |  |  |  |
|  |                   |                   |    |                 |             |             |  |                 |       |       |  |  |  |  |
|  | Viktor Kortjnoj   | 6½                |    |                 |             |             |  |                 |       |       |  |  |  |  |
|  | Tigran Petrosian  | 5½                |    |                 |             |             |  |                 |       |       |  |  |  |  |
|  | Tigran Petrosian  | 5½                |    | Viktor Kortjnoj | 8½          |             |  |                 |       |       |  |  |  |  |
|  |                   |                   |    | Viktor Kortjnoj | 8½          |             |  |                 |       |       |  |  |  |  |
|  |                   | Lev Polugajevskij | 4½ |                 |             |             |  |                 |       |       |  |  |  |  |
|  | Lev Polugajevskij | Lev Polugajevskij | 4½ | 6½              |             |             |  |                 |       |       |  |  |  |  |
|  | Lev Polugajevskij |                   |    | 6½              |             |             |  |                 |       |       |  |  |  |  |
|  | Henrique Mecking  | 5½                |    |                 |             |             |  |                 |       |       |  |  |  |  |
|  | Henrique Mecking  | 5½                |    |                 |             |             |  | Viktor Kortjnoj | 10½   |       |  |  |  |  |
|  |                   |                   |    |                 |             |             |  | Viktor Kortjnoj | 10½   |       |  |  |  |  |
|  |                   | Boris Spasskij    | 7½ |                 |             |             |  |                 |       |       |  |  |  |  |
|  | Boris Spasskij    | Boris Spasskij    | 7½ | 6 (2½)          |             |             |  |                 |       |       |  |  |  |  |
|  | Boris Spasskij    |                   |    | 6 (2½)          |             |             |  |                 |       |       |  |  |  |  |
|  | Vlastimil Hort    | 6 (1½)            |    |                 |             |             |  |                 |       |       |  |  |  |  |
|  | Vlastimil Hort    | 6 (1½)            |    | Boris Spasskij  | 8½          |             |  |                 |       |       |  |  |  |  |
|  |                   |                   |    | Boris Spasskij  | 8½          |             |  |                 |       |       |  |  |  |  |
|  |                   | Lajos Portisch    | 6½ |                 |             |             |  |                 |       |       |  |  |  |  |
|  | Bent Larsen       | Lajos Portisch    | 6½ | 3½              |             |             |  |                 |       |       |  |  |  |  |
|  | Bent Larsen       |                   |    | 3½              |             |             |  |                 |       |       |  |  |  |  |
|  | Lajos Portisch    | 6½                |    |                 |             |             |  |                 |       |       |  |  |  |  |

## Resultat
| Namn            | Rating | Parti | Parti | Parti | Parti | Parti | Parti | Parti | Parti | Parti | Parti | Parti | Parti | Parti | Parti | Parti | Parti | Parti | Parti | Parti | Parti | Parti | Parti | Parti | Parti | Parti | Parti | Parti | Parti | Parti | Parti | Parti | Parti | Vinster |
| Namn            | Rating | 1     | 2     | 3     | 4     | 5     | 6     | 7     | 8     | 9     | 10    | 11    | 12    | 13    | 14    | 15    | 16    | 17    | 18    | 19    | 20    | 21    | 22    | 23    | 24    | 25    | 26    | 27    | 28    | 29    | 30    | 31    | 32    | Vinster |
| --------------- | ------ | ----- | ----- | ----- | ----- | ----- | ----- | ----- | ----- | ----- | ----- | ----- | ----- | ----- | ----- | ----- | ----- | ----- | ----- | ----- | ----- | ----- | ----- | ----- | ----- | ----- | ----- | ----- | ----- | ----- | ----- | ----- | ----- | ------- |
| Anatolij Karpov | 2725   | ½     | ½     | ½     | ½     | ½     | ½     | ½     | 1     | ½     | ½     | 0     | ½     | 1     | 1     | ½     | ½     | 1     | ½     | ½     | ½     | 0     | ½     | ½     | ½     | ½     | ½     | 1     | 0     | 0     | ½     | 0     | 1     | 6       |
| Viktor Kortjnoj | 2665   | ½     | ½     | ½     | ½     | ½     | ½     | ½     | 0     | ½     | ½     | 1     | ½     | 0     | 0     | ½     | ½     | 0     | ½     | ½     | ½     | 1     | ½     | ½     | ½     | ½     | ½     | 0     | 1     | 1     | ½     | 1     | 0     | 5       |

## Partier
|   | a | b | c | d | e | f | g | h |   |
| 8 | h7 vit torn · c6 svart torn · a4 vit bonde · e4 svart springare · a3 vit torn · d2 svart springare · e2 svart kung · g2 vit bonde · h2 vit bonde · g1 vit kung | h7 vit torn · c6 svart torn · a4 vit bonde · e4 svart springare · a3 vit torn · d2 svart springare · e2 svart kung · g2 vit bonde · h2 vit bonde · g1 vit kung | h7 vit torn · c6 svart torn · a4 vit bonde · e4 svart springare · a3 vit torn · d2 svart springare · e2 svart kung · g2 vit bonde · h2 vit bonde · g1 vit kung | h7 vit torn · c6 svart torn · a4 vit bonde · e4 svart springare · a3 vit torn · d2 svart springare · e2 svart kung · g2 vit bonde · h2 vit bonde · g1 vit kung | h7 vit torn · c6 svart torn · a4 vit bonde · e4 svart springare · a3 vit torn · d2 svart springare · e2 svart kung · g2 vit bonde · h2 vit bonde · g1 vit kung | h7 vit torn · c6 svart torn · a4 vit bonde · e4 svart springare · a3 vit torn · d2 svart springare · e2 svart kung · g2 vit bonde · h2 vit bonde · g1 vit kung | h7 vit torn · c6 svart torn · a4 vit bonde · e4 svart springare · a3 vit torn · d2 svart springare · e2 svart kung · g2 vit bonde · h2 vit bonde · g1 vit kung | h7 vit torn · c6 svart torn · a4 vit bonde · e4 svart springare · a3 vit torn · d2 svart springare · e2 svart kung · g2 vit bonde · h2 vit bonde · g1 vit kung | 8 |
| 7 | h7 vit torn · c6 svart torn · a4 vit bonde · e4 svart springare · a3 vit torn · d2 svart springare · e2 svart kung · g2 vit bonde · h2 vit bonde · g1 vit kung | h7 vit torn · c6 svart torn · a4 vit bonde · e4 svart springare · a3 vit torn · d2 svart springare · e2 svart kung · g2 vit bonde · h2 vit bonde · g1 vit kung | h7 vit torn · c6 svart torn · a4 vit bonde · e4 svart springare · a3 vit torn · d2 svart springare · e2 svart kung · g2 vit bonde · h2 vit bonde · g1 vit kung | h7 vit torn · c6 svart torn · a4 vit bonde · e4 svart springare · a3 vit torn · d2 svart springare · e2 svart kung · g2 vit bonde · h2 vit bonde · g1 vit kung | h7 vit torn · c6 svart torn · a4 vit bonde · e4 svart springare · a3 vit torn · d2 svart springare · e2 svart kung · g2 vit bonde · h2 vit bonde · g1 vit kung | h7 vit torn · c6 svart torn · a4 vit bonde · e4 svart springare · a3 vit torn · d2 svart springare · e2 svart kung · g2 vit bonde · h2 vit bonde · g1 vit kung | h7 vit torn · c6 svart torn · a4 vit bonde · e4 svart springare · a3 vit torn · d2 svart springare · e2 svart kung · g2 vit bonde · h2 vit bonde · g1 vit kung | h7 vit torn · c6 svart torn · a4 vit bonde · e4 svart springare · a3 vit torn · d2 svart springare · e2 svart kung · g2 vit bonde · h2 vit bonde · g1 vit kung | 7 |
| 6 | h7 vit torn · c6 svart torn · a4 vit bonde · e4 svart springare · a3 vit torn · d2 svart springare · e2 svart kung · g2 vit bonde · h2 vit bonde · g1 vit kung | h7 vit torn · c6 svart torn · a4 vit bonde · e4 svart springare · a3 vit torn · d2 svart springare · e2 svart kung · g2 vit bonde · h2 vit bonde · g1 vit kung | h7 vit torn · c6 svart torn · a4 vit bonde · e4 svart springare · a3 vit torn · d2 svart springare · e2 svart kung · g2 vit bonde · h2 vit bonde · g1 vit kung | h7 vit torn · c6 svart torn · a4 vit bonde · e4 svart springare · a3 vit torn · d2 svart springare · e2 svart kung · g2 vit bonde · h2 vit bonde · g1 vit kung | h7 vit torn · c6 svart torn · a4 vit bonde · e4 svart springare · a3 vit torn · d2 svart springare · e2 svart kung · g2 vit bonde · h2 vit bonde · g1 vit kung | h7 vit torn · c6 svart torn · a4 vit bonde · e4 svart springare · a3 vit torn · d2 svart springare · e2 svart kung · g2 vit bonde · h2 vit bonde · g1 vit kung | h7 vit torn · c6 svart torn · a4 vit bonde · e4 svart springare · a3 vit torn · d2 svart springare · e2 svart kung · g2 vit bonde · h2 vit bonde · g1 vit kung | h7 vit torn · c6 svart torn · a4 vit bonde · e4 svart springare · a3 vit torn · d2 svart springare · e2 svart kung · g2 vit bonde · h2 vit bonde · g1 vit kung | 6 |
| 5 | h7 vit torn · c6 svart torn · a4 vit bonde · e4 svart springare · a3 vit torn · d2 svart springare · e2 svart kung · g2 vit bonde · h2 vit bonde · g1 vit kung | h7 vit torn · c6 svart torn · a4 vit bonde · e4 svart springare · a3 vit torn · d2 svart springare · e2 svart kung · g2 vit bonde · h2 vit bonde · g1 vit kung | h7 vit torn · c6 svart torn · a4 vit bonde · e4 svart springare · a3 vit torn · d2 svart springare · e2 svart kung · g2 vit bonde · h2 vit bonde · g1 vit kung | h7 vit torn · c6 svart torn · a4 vit bonde · e4 svart springare · a3 vit torn · d2 svart springare · e2 svart kung · g2 vit bonde · h2 vit bonde · g1 vit kung | h7 vit torn · c6 svart torn · a4 vit bonde · e4 svart springare · a3 vit torn · d2 svart springare · e2 svart kung · g2 vit bonde · h2 vit bonde · g1 vit kung | h7 vit torn · c6 svart torn · a4 vit bonde · e4 svart springare · a3 vit torn · d2 svart springare · e2 svart kung · g2 vit bonde · h2 vit bonde · g1 vit kung | h7 vit torn · c6 svart torn · a4 vit bonde · e4 svart springare · a3 vit torn · d2 svart springare · e2 svart kung · g2 vit bonde · h2 vit bonde · g1 vit kung | h7 vit torn · c6 svart torn · a4 vit bonde · e4 svart springare · a3 vit torn · d2 svart springare · e2 svart kung · g2 vit bonde · h2 vit bonde · g1 vit kung | 5 |
| 4 | h7 vit torn · c6 svart torn · a4 vit bonde · e4 svart springare · a3 vit torn · d2 svart springare · e2 svart kung · g2 vit bonde · h2 vit bonde · g1 vit kung | h7 vit torn · c6 svart torn · a4 vit bonde · e4 svart springare · a3 vit torn · d2 svart springare · e2 svart kung · g2 vit bonde · h2 vit bonde · g1 vit kung | h7 vit torn · c6 svart torn · a4 vit bonde · e4 svart springare · a3 vit torn · d2 svart springare · e2 svart kung · g2 vit bonde · h2 vit bonde · g1 vit kung | h7 vit torn · c6 svart torn · a4 vit bonde · e4 svart springare · a3 vit torn · d2 svart springare · e2 svart kung · g2 vit bonde · h2 vit bonde · g1 vit kung | h7 vit torn · c6 svart torn · a4 vit bonde · e4 svart springare · a3 vit torn · d2 svart springare · e2 svart kung · g2 vit bonde · h2 vit bonde · g1 vit kung | h7 vit torn · c6 svart torn · a4 vit bonde · e4 svart springare · a3 vit torn · d2 svart springare · e2 svart kung · g2 vit bonde · h2 vit bonde · g1 vit kung | h7 vit torn · c6 svart torn · a4 vit bonde · e4 svart springare · a3 vit torn · d2 svart springare · e2 svart kung · g2 vit bonde · h2 vit bonde · g1 vit kung | h7 vit torn · c6 svart torn · a4 vit bonde · e4 svart springare · a3 vit torn · d2 svart springare · e2 svart kung · g2 vit bonde · h2 vit bonde · g1 vit kung | 4 |
| 3 | h7 vit torn · c6 svart torn · a4 vit bonde · e4 svart springare · a3 vit torn · d2 svart springare · e2 svart kung · g2 vit bonde · h2 vit bonde · g1 vit kung | h7 vit torn · c6 svart torn · a4 vit bonde · e4 svart springare · a3 vit torn · d2 svart springare · e2 svart kung · g2 vit bonde · h2 vit bonde · g1 vit kung | h7 vit torn · c6 svart torn · a4 vit bonde · e4 svart springare · a3 vit torn · d2 svart springare · e2 svart kung · g2 vit bonde · h2 vit bonde · g1 vit kung | h7 vit torn · c6 svart torn · a4 vit bonde · e4 svart springare · a3 vit torn · d2 svart springare · e2 svart kung · g2 vit bonde · h2 vit bonde · g1 vit kung | h7 vit torn · c6 svart torn · a4 vit bonde · e4 svart springare · a3 vit torn · d2 svart springare · e2 svart kung · g2 vit bonde · h2 vit bonde · g1 vit kung | h7 vit torn · c6 svart torn · a4 vit bonde · e4 svart springare · a3 vit torn · d2 svart springare · e2 svart kung · g2 vit bonde · h2 vit bonde · g1 vit kung | h7 vit torn · c6 svart torn · a4 vit bonde · e4 svart springare · a3 vit torn · d2 svart springare · e2 svart kung · g2 vit bonde · h2 vit bonde · g1 vit kung | h7 vit torn · c6 svart torn · a4 vit bonde · e4 svart springare · a3 vit torn · d2 svart springare · e2 svart kung · g2 vit bonde · h2 vit bonde · g1 vit kung | 3 |
| 2 | h7 vit torn · c6 svart torn · a4 vit bonde · e4 svart springare · a3 vit torn · d2 svart springare · e2 svart kung · g2 vit bonde · h2 vit bonde · g1 vit kung | h7 vit torn · c6 svart torn · a4 vit bonde · e4 svart springare · a3 vit torn · d2 svart springare · e2 svart kung · g2 vit bonde · h2 vit bonde · g1 vit kung | h7 vit torn · c6 svart torn · a4 vit bonde · e4 svart springare · a3 vit torn · d2 svart springare · e2 svart kung · g2 vit bonde · h2 vit bonde · g1 vit kung | h7 vit torn · c6 svart torn · a4 vit bonde · e4 svart springare · a3 vit torn · d2 svart springare · e2 svart kung · g2 vit bonde · h2 vit bonde · g1 vit kung | h7 vit torn · c6 svart torn · a4 vit bonde · e4 svart springare · a3 vit torn · d2 svart springare · e2 svart kung · g2 vit bonde · h2 vit bonde · g1 vit kung | h7 vit torn · c6 svart torn · a4 vit bonde · e4 svart springare · a3 vit torn · d2 svart springare · e2 svart kung · g2 vit bonde · h2 vit bonde · g1 vit kung | h7 vit torn · c6 svart torn · a4 vit bonde · e4 svart springare · a3 vit torn · d2 svart springare · e2 svart kung · g2 vit bonde · h2 vit bonde · g1 vit kung | h7 vit torn · c6 svart torn · a4 vit bonde · e4 svart springare · a3 vit torn · d2 svart springare · e2 svart kung · g2 vit bonde · h2 vit bonde · g1 vit kung | 2 |
| 1 | h7 vit torn · c6 svart torn · a4 vit bonde · e4 svart springare · a3 vit torn · d2 svart springare · e2 svart kung · g2 vit bonde · h2 vit bonde · g1 vit kung | h7 vit torn · c6 svart torn · a4 vit bonde · e4 svart springare · a3 vit torn · d2 svart springare · e2 svart kung · g2 vit bonde · h2 vit bonde · g1 vit kung | h7 vit torn · c6 svart torn · a4 vit bonde · e4 svart springare · a3 vit torn · d2 svart springare · e2 svart kung · g2 vit bonde · h2 vit bonde · g1 vit kung | h7 vit torn · c6 svart torn · a4 vit bonde · e4 svart springare · a3 vit torn · d2 svart springare · e2 svart kung · g2 vit bonde · h2 vit bonde · g1 vit kung | h7 vit torn · c6 svart torn · a4 vit bonde · e4 svart springare · a3 vit torn · d2 svart springare · e2 svart kung · g2 vit bonde · h2 vit bonde · g1 vit kung | h7 vit torn · c6 svart torn · a4 vit bonde · e4 svart springare · a3 vit torn · d2 svart springare · e2 svart kung · g2 vit bonde · h2 vit bonde · g1 vit kung | h7 vit torn · c6 svart torn · a4 vit bonde · e4 svart springare · a3 vit torn · d2 svart springare · e2 svart kung · g2 vit bonde · h2 vit bonde · g1 vit kung | h7 vit torn · c6 svart torn · a4 vit bonde · e4 svart springare · a3 vit torn · d2 svart springare · e2 svart kung · g2 vit bonde · h2 vit bonde · g1 vit kung | 1 |
|   | a | b | c | d | e | f | g | h |   |

Efter många remier i inledningen ryckte Karpov ifrån i mitten av matchen. Ett av de mest kända partierna från matchen är det 17:e som gav Karpov ledningen med 4–1.
Kortjnoj hade en fördel under stora delar i partiet. I diagramställningen spelade han, i mycket svår tidsnöd, 39.Ta1?? för att gardera den hotande matten på första raden (39.g3 hade lett till remi). Det gav Karpov chansen att avgöra partiet med 39…Sf3+! uppgivet. Vit blir matt efter 40.gxf3 Tg6+ 41.Kh1 Sf2#.
I slutet av matchen blev det fler avgjorda partier. Karpov gick upp i ledningen med 5–2 och behövde bara en vinst till. Kortjnoj utjämnade ställningen till 5–5 med segrar i de 28:e, 29:e och 31:a partierna men Karpov lyckades komma tillbaka i det 32:a och vinna matchen.